# Джентри, Роберт
Ро́берт Дже́нтри (9 июля 1933 — 28 января 2020) — американский физик-ядерщик и младоземельный креационист, известный своим заявлением, что полониевые радиоореолы являются доказательством молодого возраста Земли. Являлся членом религиозной организации Адвентисты седьмого дня.

## Карьера
Джентри получил степень магистра по физике в университете Флориды, и затем работал в оборонной промышленности в сфере разработки ядерного оружия.
В 1959 году под влиянием телевангелизма стал адвентистом и сторонником строгого креационизма. Позже он поступил на докторскую программу в Технологический институт Джорджии, но отчислился после отказа в утверждении темы диссертации, связанной с возрастом Земли.
К этому времени он был убежден, что радиоореол может быть «ключом» к определению возраста Земли, а также может быть убедительным аргументом в пользу геологии потопа. Он продолжал работать над этим предметом дома, используя небольшой микроскоп, публикуя свои результаты в престижных научных журналах (за исключением своих креационистских выводов). В 1969 году, когда Джентри был связан с адвентистским колледжем в штате Мэриленд, Оук-Риджская Национальная лаборатория предложила ему использовать свою аппаратуру как приглашенному ученому в надежде, что его работа по радиоореолам может привести к открытию сверхтяжелых элементов. Эти отношения были прекращены после его участия в процессе МакЛин против Арканзаса.

## Утверждения и критика
Джентри имел серьёзные разногласия с другими креационистами в некоторых вопросах потопной геологии. Некоторые креационисты, в том числе адвентисты, подвергли его работы критике.
В конце 1970-х Джентри бросил вызов научному сообществу.. Ответ научного сообщества был пренебрежительный. Геолог Брент Далримпл отметил: «Насколько мне известно, проблема Джентри является нелепой… Он предложил абсурдный и неубедительный эксперимент, чтобы проверить совершенно смехотворную и ненаучную гипотезу, которая игнорирует практически весь корпус геологических знаний».
В 1981 году Джентри был свидетелем защиты на процессе МакЛин против Арканзаса, в котором определялось, соответствует ли конституции США закон 590, в котором постанавливалось, что на преподавание «научного креационизма» необходимо уделять равное время с эволюцией в государственных школах. Ответчики проиграли, и закон 590 был признан не соответствующим конституции (этот приговор был оставлен в силе Верховным судом в деле Эдвардс против Агиллара).
Джентри разработал свою креационную космологию и подал иск в 2001 году против Лос-Аламосской национальной лаборатории и Корнеллского университета после того, как было удалено десять его статей с сервера ArXiv.org. 23 марта 2004 года иск Джентри против ArXiv был отклонен судом штата Теннесси.
Его самостоятельно изданная книга «Маленькая загадка творения» была рассмотрена геологом Греггом Уилкерсоном (англ. Gregg Wilkerson), который отметил, что в ней есть несколько логических ошибок, и пришел к выводу, что «книга является источником дезинформации о современной геологической науке и путает факт с интерпретациями». Он также отметил, что книга содержит значительное количество материала автобиографического характера, а также отметил, что «вообще я не думаю, что педагоги потратят своё драгоценное время, чтобы прочитать это креационистское нытьё». За «частое нытьё о дискриминации» Джентри критиковали и другие креационисты.
Согласно историку науки Рональду Намберсу, «пренебрежение им в научном сообществе вызвано больше его раздражающим стилем, чем его своеобразными идеями».

## Избранные публикации
- Gentry, Robert V. Fossil Alpha-Recoil Analysis of Certain Variant Radioactive Halos (англ.) // Science : journal. — 1968. — 14 June (vol. 160, no. 3833). — P. 1228—1230. — doi:10.1126/science.160.3833.1228. — PMID 17818744.
- Gentry, Robert V. Giant Radioactive Halos: Indicators of Unknown Radioactivity? (англ.) // Science : journal. — 1970. — 14 August (vol. 169, no. 3946). — P. 670—673. — doi:10.1126/science.169.3946.670. — Bibcode: 1970Sci...169..670G. — PMID 17791843.
- Gentry, Robert V. Radiohalos in a Radiochronological and Cosmological Perspective (англ.) // Science : journal. — 1974. — 5 April (vol. 184, no. 4132). — P. 62—66. — doi:10.1126/science.184.4132.62. — Bibcode: 1974Sci...184...62G. — PMID 17734632.
- Gentry, Robert V.; T. A. Cahill, R. G. Flocchini, N. R. Fletcher, H. C. Kaufmann, L. R. Medsker, and J. W. Nelson. Evidence for Primordial Superheavy Elements (англ.) // Physical Review Letters : journal. — 1976. — Vol. 37, no. 1. — P. 11—15. — doi:10.1103/PhysRevLett.37.11. — Bibcode: 1976PhRvL..37...11G.

- Creation’s tiny mystery. Knoxville, Tenn.: Earth Science Associates, (1986) ISBN 0961675314